# Jätteticka
Jätteticka (Meripilus giganteus) är en svamp i ordningen Polyporales. Den förekommer i södra Sverige, men är sällsynt. Den är Blekinges landskapssvamp. 
Jättetickan har fått sitt namn efter sin jättestorlek. Den är gulbrun och halvcirkelformad. Sporerna är vita, och svampen har vit fot. Den kan utgöra ett hot mot träd som kan förgiftas av den. Svampen är inte giftig för människor, men bara mycket unga exemplar är ätbara.